# Gornji Šajn
Gornji Šajn – wieś w Chorwacji, w żupanii primorsko-gorskiej, w gminie Brod Moravice. W 2011 roku liczyła 12 mieszkańców.